# 佐布里池
佐布里池（そうりいけ）は、愛知県知多市佐布里にある愛知用水の調整池。

## 概要
1965年（昭和40年）5月に竣工した。独立行政法人水資源機構が管理する佐布里ダムの調整池であり、隣接する知多浄水場から知多市・東海市・阿久比町・東浦町へ工業用水を供給している。

## この用水路の通称名
- 佐布里パークロード（知多市）

## 池の特徴
池の周囲には佐布里梅などの梅25種約4,900本が植えられている。
この池は、知多半島の観光スポットの一つとなっている。

## 池周辺の施設

### 佐布里緑と花のふれあい公園
池の周囲には梅林があり、佐布里梅と呼ばれる梅（桃の木に梅を接ぎ木して作り出した品種）が約1,800本植えられている。池の北部には「佐布里緑と花のふれあい公園（愛称：梅っ花そうり）」という公園があり、公園内の「梅の館」では、梅に関する情報を紹介しているほか、レストラン、売店、体験工房などが置かれている。
- 入園料：無料
- 開園時間：午前9時～午後5時
- 休園日：毎週月曜日（月曜日が祝日の場合はその翌日）、年末年始

### 水の生活館
水道の仕組みや歴史などが学べる水の資料館。
- 入園料：無料
- 開園時間：午前10時～午後4時
- 休園日：毎週月曜日（月曜日が祝日の場合はその翌日）、なお水道週間（6月1日～6月7日）と梅祭り期間中の月曜日は開館。

## 耐震補強工事
2019年（平成31年）1月下旬から約2年間、水を抜いて耐震補強工事を実施している。

## ギャラリー

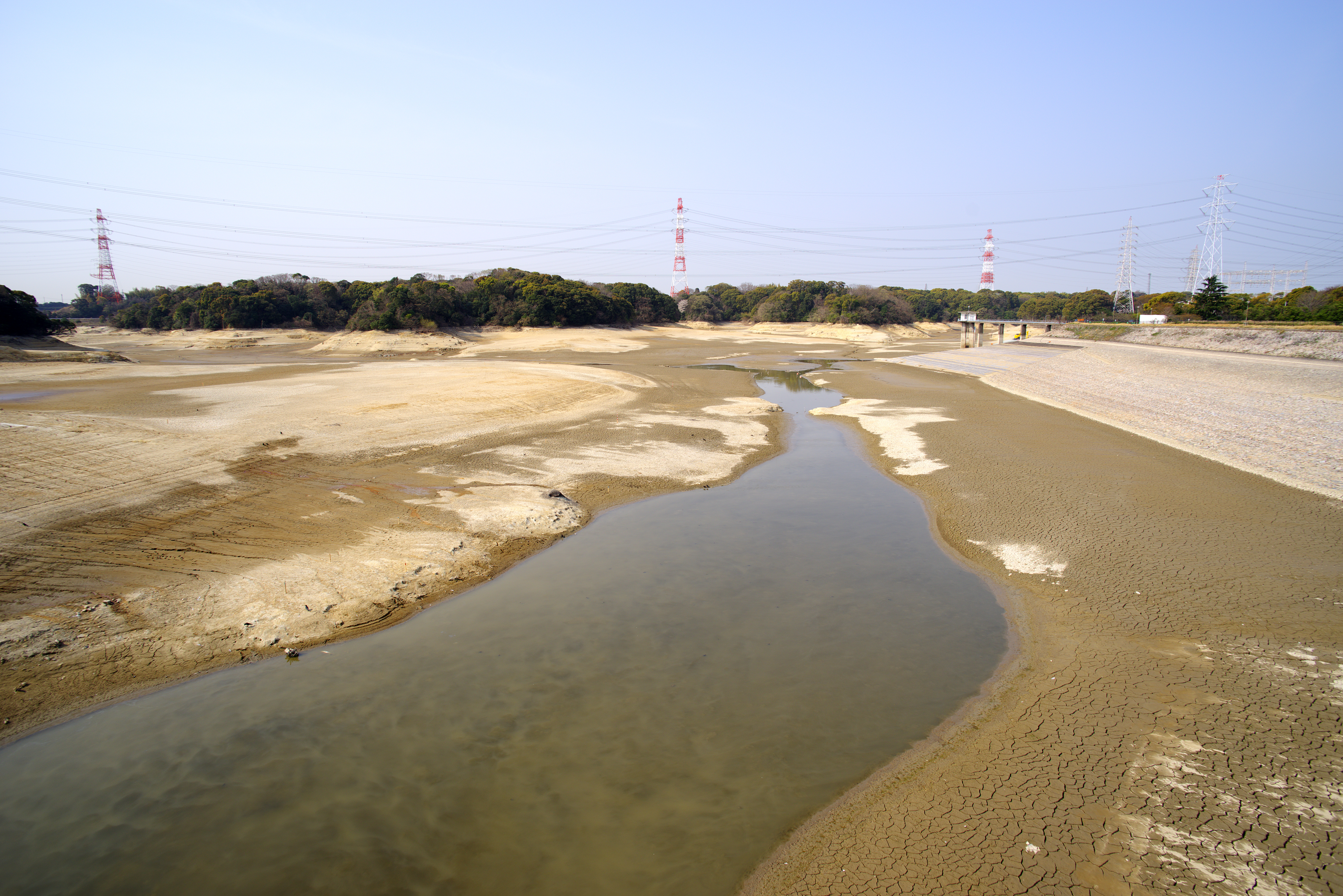
水が抜かれた佐布里池。南側。（2019年4月）
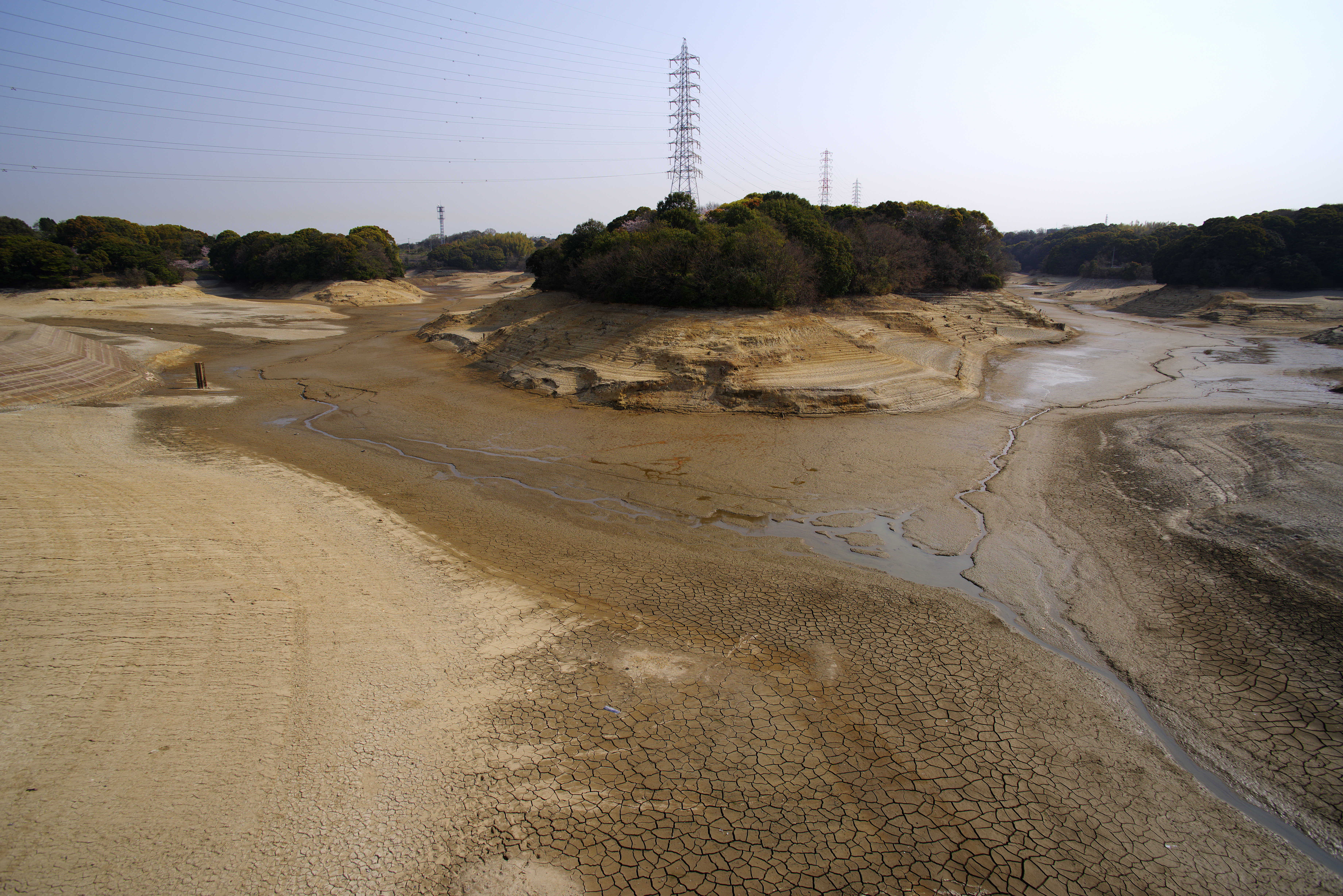
水が抜かれた佐布里池。北側。（2019年4月）
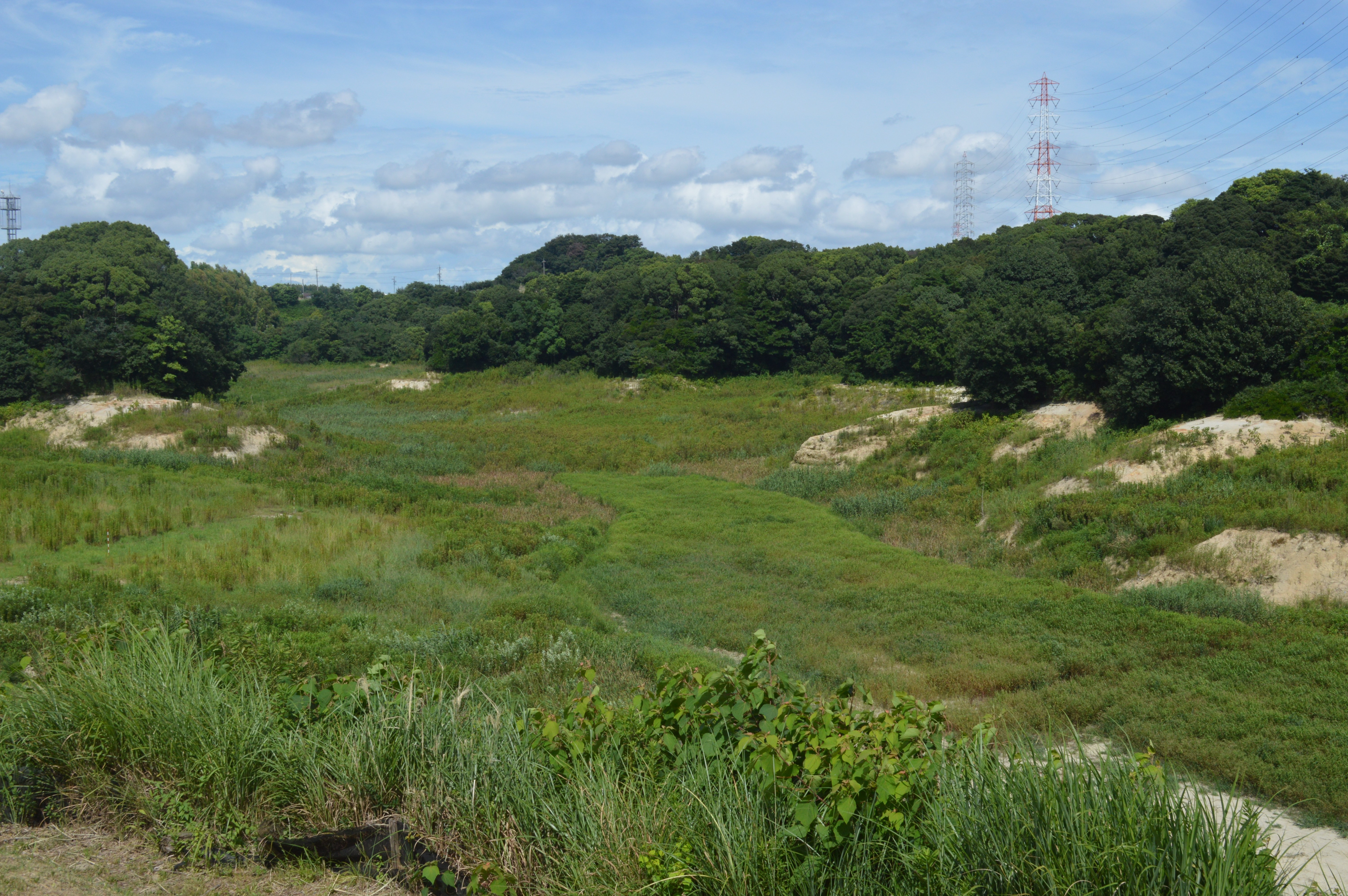
水が抜かれた佐布里池。北側。（2020年8月）

## アクセス

### 佐布里池緑と花のふれあい公園
- 名鉄常滑線 朝倉駅から、知多バス：佐布里線「佐布里」行きに乗車、「梅の館口」停留所下車、徒歩で約5分。

### 水の生活館
- 名鉄常滑線 朝倉駅から、知多バス：岡田線「東岡田」行きに乗車、「東岡田」停留所下車、徒歩で約10分。

### 広報資料・プレスリリースなど一次資料
1. ↑  愛知県：知多浄水場のあらまし